# Maurice Pierre Émile Mercier
Maurice Pierre Émile Mercier, né le 21 mai 1883 à Constantine et mort le 2 août 1958 à Sainte-Marguerite-sur-Mer, est un enseignant, officier interprète, haut fonctionnaire et homme de lettres français.

## Publications
- Le Feu grégeois (1952)
- Charles Martel et la Bataille de Poitiers (1944)
- Propagation d'est en ouest d'une technique préhistorique (1941)
- Textes latins et grecs relatifs à l'embaumement, recueillis pour la plupart par M. W. R. Dawson (1941)
- Sur les usages du bitume, de l'asphalte ou du naphte dans la haute antiquité et la préhistoire... (1939)
- L'épigraphie et les fontaines ardentes du Dauphiné (1938)
- L'Exode témoigne-t-il de la présence du pétrole ? (1938)
- Le culte du feu dans ses rapports avec les "feux éternels" et le "naphte" (1938)
- La politique française du pétrole (1936)
- Voyage aux champs de pétrole de Mossoul (1934)